# Triplophysa
Triplophysa – rodzaj słodkowodnych ryb karpiokształtnych z rodziny Nemacheilidae. 

## Występowanie
Wszystkie zasiedlają wody słodkie. Wyjątkiem jest Triplophysa nasalis, który przebywa również w wodach słonawych.
Występują w Azji Środkowej, Azji Południowej i Azji Wschodniej. Zdecydowana większość gatunków występuje na terenie Chin.

## Klasyfikacja
Gatunki zaliczane do tego rodzaju:
| - Triplophysa alexandrae - Triplophysa aliensis - Triplophysa alticeps - Triplophysa altipinnis - Triplophysa aluensis - Triplophysa angeli - Triplophysa anterodorsalis - Triplophysa aquaecaeruleae - Triplophysa arnoldii - Triplophysa bashanensis - Triplophysa bleekeri - Triplophysa bombifrons - Triplophysa brachyptera - Triplophysa brahui - Triplophysa brevicauda - Triplophysa cakaensis - Triplophysa chandagaitensis - Triplophysa chondrostoma - Triplophysa choprai - Triplophysa coniptera - Triplophysa crassicauda - Triplophysa crassilabris - Triplophysa cuneicephala - Triplophysa dalaica - Triplophysa daqiaoensis - Triplophysa daryoae - Triplophysa dingi - Triplophysa dorsalis – śliz szary - Triplophysa edsinica - Triplophysa eugeniae - Triplophysa farwelli - Triplophysa ferganaensis - Triplophysa flavicorpus - Triplophysa furva - Triplophysa fuxianensis | - Triplophysa gejiuensis - Triplophysa gerzeensis - Triplophysa gracilis - Triplophysa grahami - Triplophysa griffithii - Triplophysa gundriseri - Triplophysa hazaraensis - Triplophysa herzensteini - Triplophysa heyangensis - Triplophysa hialmari - Triplophysa hsutschouensis - Triplophysa huanjiangensis - Triplophysa huapingensis - Triplophysa hutjertjuensis - Triplophysa incipiens - Triplophysa intermedia - Triplophysa jianchuanensis - Triplophysa jiarongensis - Triplophysa kafirnigani - Triplophysa kashmirensis - Triplophysa kaznakowi - Triplophysa kungessana - Triplophysa labiata – śliz jednobarwny - Triplophysa lacusnigri - Triplophysa lacustris - Triplophysa ladacensis - Triplophysa laterimaculata - Triplophysa laticeps - Triplophysa leptosoma - Triplophysa lixianensis - Triplophysa longianguis - Triplophysa longibarbata | - Triplophysa longipectoralis - Triplophysa macrocephala - Triplophysa macromaculata - Triplophysa macrophthalma - Triplophysa markehenensis - Triplophysa marmorata - Triplophysa microphthalma - Triplophysa microphysa - Triplophysa microps - Triplophysa minuta - Triplophysa moquensis - Triplophysa nandanensis - Triplophysa nasalis - Triplophysa nasobarbatula - Triplophysa naziri - Triplophysa ninglangensis - Triplophysa nujiangensa - Triplophysa obscura - Triplophysa obtusirostra - Triplophysa orientalis - Triplophysa papillosolabiata - Triplophysa pappenheimi - Triplophysa paradoxa - Triplophysa parvus - Triplophysa pedaschenkoi - Triplophysa polyfasciata - Triplophysa pseudoscleroptera - Triplophysa qiubeiensis - Triplophysa robusta - Triplophysa rosa - Triplophysa rossoperegrinatorum - Triplophysa rotundiventris - Triplophysa scapanognatha - Triplophysa scleroptera - Triplophysa sellaefer - Triplophysa sewerzowi - Triplophysa shaanxiensis | - Triplophysa shehensis - Triplophysa shilinensis - Triplophysa siluroides - śliz sumowaty - Triplophysa stenura - Triplophysa stewarti - Triplophysa stoliczkai – śliz tybetański - Triplophysa strauchii – śliz plamisty - Triplophysa tanggulaensis - Triplophysa tenuicauda - Triplophysa tenuis - Triplophysa tianeensis - Triplophysa tibetana - Triplophysa trewavasae - Triplophysa turpanensis - Triplophysa ulacholica - Triplophysa venusta - Triplophysa waisihani - Triplophysa wulongensis - Triplophysa wuweiensis - Triplophysa xiangshuingensis - Triplophysa xiangxiensis - Triplophysa xichangensis - Triplophysa xingshanensis - Triplophysa xiqiensis - Triplophysa yaopeizhii - Triplophysa yasinensis - Triplophysa yunnanensis - Triplophysa zaidamensis - Triplophysa zamegacephala - Triplophysa zhaoi - Triplophysa zhenfengensis - Triplophysa chandagaitensis |

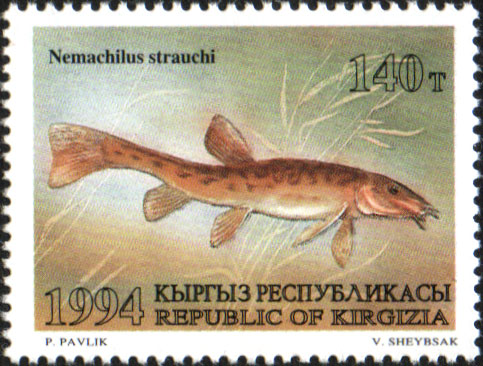
Triplophysa strauchii
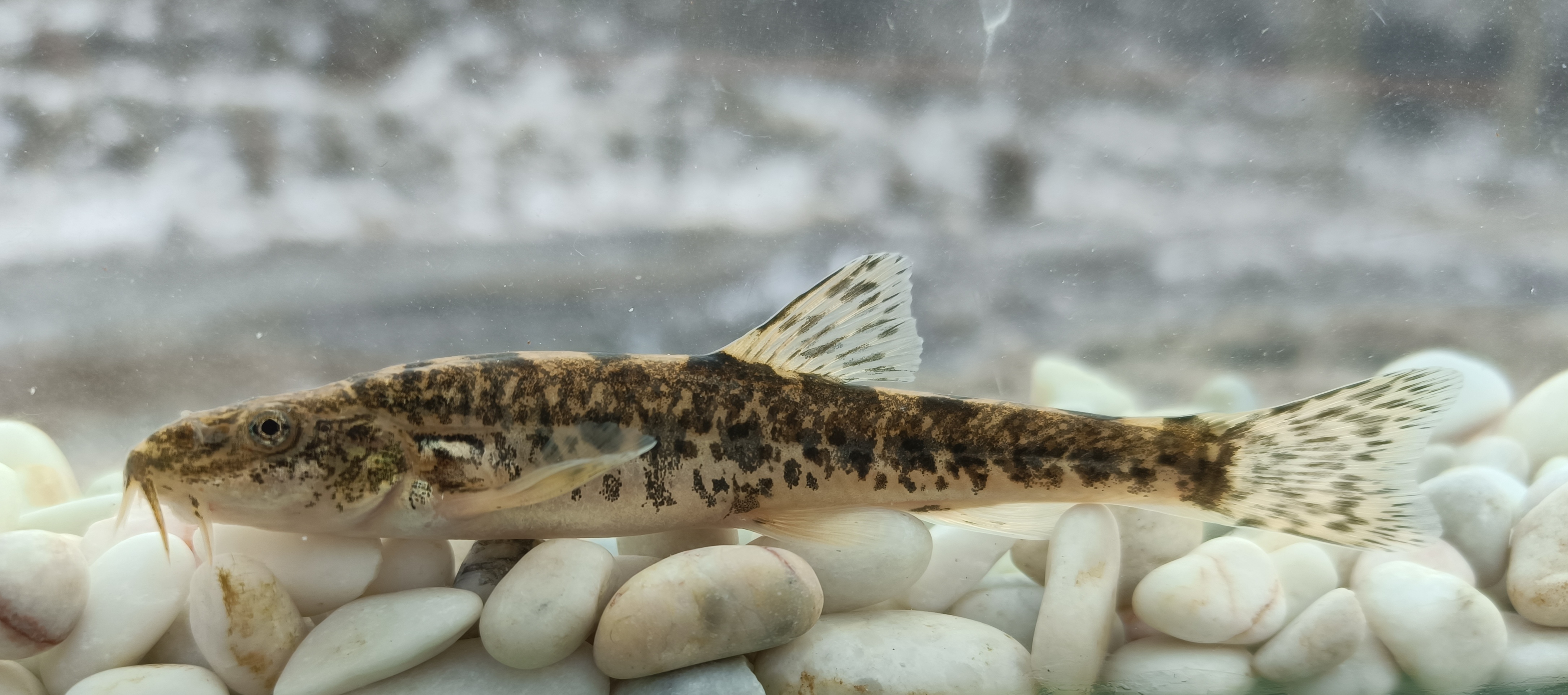
Triplophysa ferganaensis
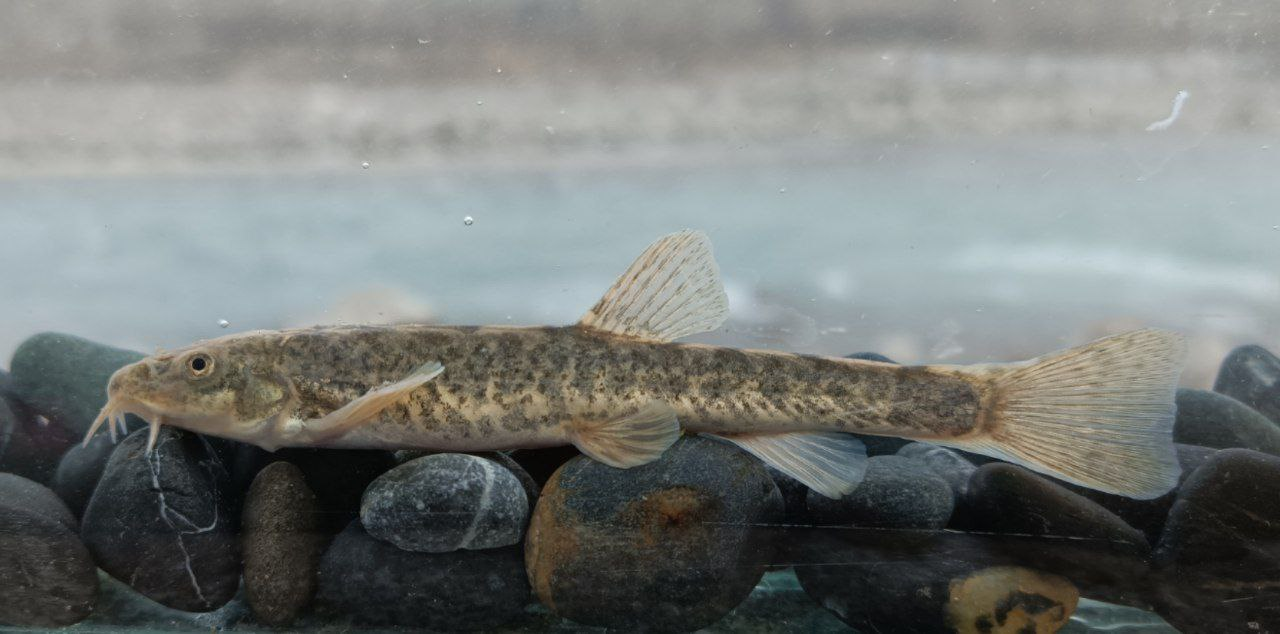
Triplophysa daryoae